# Варзибаш
Варзибаш — деревня в Алнашском районе Удмуртии, входит в Кузебаевское сельское поселение. Находится в 11 км к юго-востоку от села Алнаши и в 87 км к юго-западу от Ижевска. Расположена на реке Варзи.
Население на 1 января 2008 года — 273 человека.

## История
В 1751 году открыт приход Свято-Троицкой церкви села Алнаши, в его состав вошло несколько селений, в том числе деревня Верхняя Варзи-Омга. После открытия в 1841 году прихода Свято-Троицкой церкви в селе Варзи-Ятчи, жители деревни Варзибаш стали прихожанами нового храма. По итогам десятой ревизии 1859 года в 28 дворах казённой деревни Варзиомга Верхняя (Варзибаш) Елабужского уезда Вятской губернии проживало 75 жителей мужского пола и 94 женского, работала мельница. В 1882 году открыт приход села Голюшурма, жители деревни стали прихожанами Вознесенской церкви, а с 1909 года после открытия прихода в селе Ключёвка прихожанами его церкви. К 1897 году в деревне проживало 607 человек.
В 1921 году, в связи с образованием Вотской автономной области, деревня передана в состав Можгинского уезда. В 1924 году при укрупнении сельсоветов она вошла в состав Чемошур-Куюковского сельсовета Алнашской волости. В 1929 году упраздняется уездно-волостное административное деление и деревня причислена к Алнашскому району. В 1929 году в СССР начинается сплошная коллективизация, в процессе которой в деревне образована сельхозартель (колхоз) «Молот».
- Колпаков Николай Евсеевич (1884 г.р.) — кулак.
- Колпакова Ксения — член семьи кулака.
- Колпакова Ольга Николаевна (1927 г.р.) — член семьи кулака.
- Кузнецов Андрей Николаевич (1903 г.р.) — кулак.
- Кузнецов Василий Андреевич (1928 г.р.) — член семьи кулака.
- Кузнецов Петр Андреевич (1931 г.р.) — член семьи кулака.

В 1950 году проводится укрупнение сельхозартелей, колхозы нескольких соседних деревень объединены в один колхоз «имени Азина». В 1954 году Чемошур-Куюковский сельсовет упразднён и деревня перечислена в Варзи-Ятчинский сельсовет. Указом Президиума Верховного Совета УАССР от 16 декабря 1972 года деревня передана в Муважинский сельсовет, тем же указом он переименован в Кузебаевский сельсовет.
16 ноября 2004 года Кузебаевский сельсовет был преобразован в муниципальное образование «Кузебаевское» и наделён статусом сельского поселения.